# Compagnie royale des Pénitents bleus de Toulouse
Pour les articles homonymes, voir Pénitents bleus.
La Compagnie royale des Pénitents bleus de Toulouse est une confrérie de pénitents d'inspiration franciscaine, fondée en 1576 et éteinte en 1858. Elle avait été créée par Georges d'Armagnac (1501-1585), archevêque de Toulouse, et Jean-Étienne de Duranti (1534-1589), Premier Président au Parlement de Toulouse, pour demander à Dieu l'extirpation de l'hérésie, la conservation de la sacrée personne du Roy et pour l'heureux succès de ses armes.

## Contexte
Un pénitent est un fidèle catholique qui fait partie d’une confrérie dont les buts sont habituellement la prière, l’édification chrétienne par des manifestations de piété publique (processions) et l’action caritative. Ainsi ce sont des hommes et des femmes qui, au nom de leur foi, s’assemblent dans des fraternités de prière qui les envoient au service des plus démunis. Un pénitent porte un habit qui s’appelle le « sac », symbole d’égalité, de prière et de service. Chaque confrérie a sa propre histoire, son propre charisme, son propre idéal. Elle se différencie des autres par la couleur de son habit et par ses statuts (règlement). Il existe encore aujourd'hui des Confréries de Pénitents bleus, blancs, rouges, gris et noirs.
Les confréries de pénitents bleus ont une spiritualité imprégnée de l’idéal franciscain que chacun de ses membres essaie de mettre en pratique au quotidien dans son travail ou sa famille.

## Création
Le roi Henri III avait comme aumônier en 1569 le père jésuite Edmond Auger. Le père Auger avait été auprès d'Henri III à la bataille de Jarnac et lui avait prédit sa victoire, puis après l'édit de Saint-Germain, il avait favorisé les groupements de fidèles catholiques pour diffuser la réforme morale dans la société en s'inspirant des flagellants du Midi de la France ou des confréries de pénitents italiennes. Il devint son confesseur en mars 1583 et aida le roi à créer plusieurs confréries de pénitents à Paris après avoir aidé à créer celles de Toulouse, Lyon et Dole[2].
Fondée le 29 septembre 1575, la Compagnie royale des Pénitents bleus de Saint Jérôme de Toulouse a été créée pour demander à Dieu l'extirpation de l'hérésie, la conservation de la sacrée personne du Roy et pour l'heureux succès de ses armes par Monseigneur Georges d'Armagnac (1501-1585), archevêque de Toulouse de 1562 à 1582 et Jean-Étienne de Duranti (1534-1589), Premier Président au Parlement de Toulouse, assassiné par des Ligueurs anti-Politiques le 4 septembre 1589. La confrérie a été créée en l'honneur de Dieu crucifié, ressuscité, immolé sacramentellement dans l'adorable Eucharistie, sous la protection de la Sacrée Vierge sa mère Assompte, et sous l'invocation du glorieux Pénitent Saint Jérôme, de Saint Louis Roy de France et de Sainte Marie-Madeleine.

## Histoire
Une confrérie doit permettre d'associer tous les hommes de qualité qui le demandent et d'être un exemple pour le peuple. Le premier confrère a été le cardinal Georges d'Armagnac. Parmi les fondateurs : le cardinal François de Joyeuse, le cardinal Thomas Ier de Bonsi, évêque de Béziers, Pierre de Villars, évêque de Mirepoix puis archevêque de Vienne, Nicolas de Villars, archidiacre d'Auch puis évêque d'Agen, Miche de Sabateri, abbé de Saint-Sever, Antoine de Tholosani, commandeur puis général de l'ordre de Saint-Antoine de Vienne, Jean de La Barrière, fondateur de l'ordre et congrégation Notre-Dame des Feuillants, Antoine de Saint-Paul, fondateur de la chartreuse de Toulouse, Antoine Scipion de Joyeuse, lieutenant du roi, Henri de Joyeuse, comte du Bouchage, puis duc et pair de France avant de devenir capucin, Jean-Étienne de Duranti, Pierre Du Faur de Saint-Jory, François de Clary, tous les trois ayant été premiers présidents au Parlement de Toulouse.
La première assemblée de la confrérie se tient le 29 septembre 1575 dans la chapelle du collège Saint-Martial. Elle procède le même jour à l'élection des officiers, Antoine de Saint-Paul, nommé prieur, et le prêtre Gabriel Guiraudet, vice-régent.
L'année de sa fondation, le cardinal d'Armagnac autorise la confrérie à s'installer au Pré-Montardy (près de l'actuelle rue Montardy), dans une église inoccupée appartenant aux religieux de Saint-Antonin de Vienne.
Elle combat les hérésies par la prière, la pénitence et les processions qui servent aussi à raffermir les catholiques jugés trop modérés. À ses débuts, la confrérie compte surtout parmi ses membres des étudiants du collège Saint-Martial où le Edmond Auger professe.
L'assassinat du duc et du cardinal de Guise à Blois sur ordre du roi Henri III, les 23 et 24 décembre 1588, amène le parlement de Paris à confirmer le décret de la Sorbonne sur la déchéance d'Henri III. La plupart des parlements de province suivent. En réponse, le roi transfère les parlements dans des villes qui lui sont restées fidèles. Dans le Languedoc : à Carcassonne puis à Béziers.
Après le meurtre de Jean-Étienne de Duranti, resté fidèle au roi, la confrérie se rapproche de la Ligue. Toulouse soutient alors la Ligue catholique. À cette époque, la confrérie recrute des ligueurs notoires comme Christophe de Lestang et François de Caumels. On y note aussi la présence d'Adrien de Monluc.
En 1593, après l'abjuration du protestantisme par Henri IV, le parlement de Toulouse pose ses conditions à sa soumission au roi dans deux arrêts rendus en présence du duc de Joyeuse, le 7 février 1595. La tentative de régicide par Jean Châtel le 27 décembre 1594 avait amené le parlement de Paris à ordonner l'expulsion des Jésuites du royaume. Un mouvement populaire rejoint par le duc de Joyeuse s'oppose à cette tentative de paix, entraînant le départ d'une partie du parlement à Castelsarrasin après une protestation de l'avocat général Caumels. Le 5 juin 1595, Henri IV remporte la bataille de Fontaine-Française contre les Espagnols et le duc de Mayenne, chef de la Ligue. L'absolution d'Henri IV par le pape Clément VIII, le 16 septembre 1595, enlève à la Ligue toute justification à sa révolte. L'édit de Folembray de janvier 1596 sur la réduction et pacification du Languedoc ramène la paix en Languedoc. Les parlementaires royalistes de Castelsarrasin sont réintégrés dans leur siège à Toulouse en avril 1596 et ceux de Béziers y sont incorporés.
La confrérie diminue notablement son militantisme religieux et augmente les manifestations de dévotion publique et le culte de la personne royale.
À partir de 1603, la confrérie n'accepte plus que les notabilités de la ville et de la province.
Un service pour « le repos de l'âme d'Henry le Grand » est célébré en 1603. Puis le 30 septembre, jour de la Saint-Jérôme, les confrères se réunissent dans leur chapelle pour « le vœu de la conservation de la sacrée personne du Roy Louis Treizième... revêtus de leurs habits de pénitents ».
Le calme revenant progressivement, les religieux de Saint-Antoine, propriétaires de la chapelle Saint-Jérôme veulent récupérer leur bien, mais les Pénitents bleus décident de rester dans les lieux et réalisent de nombreux travaux sur la chapelle. Les religieux entament une procédure de récupération de leur bien devant le Grand Conseil du Parlement qui leur donne raison. Les Pénitents bleus doivent se résoudre à quitter la chapelle, non sans avoir obtenu le 2 octobre 1620 un dédommagement financier important pour les travaux réalisés et l'autorisation de rester dans les lieux jusqu'à la construction d'une nouvelle chapelle.
En 1621, Louis XIII avait entrepris de mater les révoltes de communautés protestantes aidées par certains nobles (Henri II de Rohan). À la fin de l'année 1621, il échoue dans sa tentative de prendre Montauban, place forte protestante, et se trouve à Toulouse au mois de novembre. Il alors à montrer sa foi catholique en adhérant à la confrérie des Pénitents bleus le 25 novembre 1621. Plusieurs membres de la haute aristocratie le suivent : le prince de Condé, le duc de Vendôme, le Grand Prieur de France, le prince de Joinville, le duc d'Elbeuf et le comte d'Harcourt.
En 1622, les opérations militaires continuent dans le Languedoc. Le roi est à Toulouse à la fin du mois de juin. Le 3 juillet, il assiste aux vêpres dans la chapelle occupée par les Pénitents bleus, puis il assiste au départ des membres de la confrérie en habits de pénitents qui se rendent en procession à l'église Notre-Dame du Taur.
Louis XIII fait poser la première pierre de la future chapelle en son nom (à la date de la pose le 13 mars 1622, il se trouvait à Paris), par l'évêque de Pamiers, Joseph d'Esparbès de Lussan. La confrérie prend alors le nom de Royale Compagnie des Pénitents Bleus de Toulouse.
Ce fut la confrérie la plus connue et la plus fréquentée des confréries de pénitents de la ville. De nombreux rois en devinrent membres à l'exemple de Louis XIII, jusqu'à Charles X. Elle comporta jusqu'à neuf cents adhérents au XVIIe siècle. La chapelle est connue actuellement sous le nom de sanctuaire Saint-Jérôme.

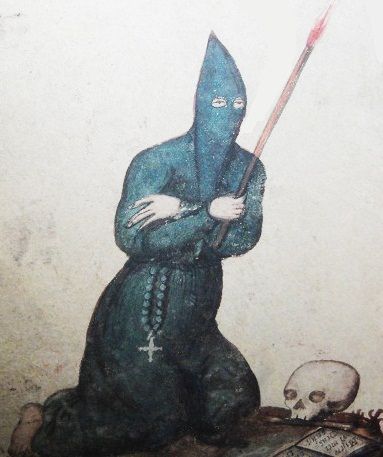
Pénitent bleu de Toulouse

## Statuts
Les statuts de la confrérie ont été rédigés en 1576 par le R.P. Edmond Auger (1530-1591), de la Compagnie de Jésus, et approuvés par le Pape Grégoire XIII le 5 décembre 1578 sous le nom de Confrérie des Pénitents bleus de St Jérôme de Toulouse. La Confrérie devint archiconfrérie en 1588 par la création de la Confrérie de Cahors, constituée sous le modèle de celle de Toulouse, puis par celle des cinquante autres qui suivirent jusqu'en 1879.
Une seconde version des statuts de la confrérie, qui ne se fait alors plus appeler Compagnie royale, a été rédigée le 20 mars 1603 et approuvée par le Pape Paul V le 24 septembre 1606 sous le nom de Confrérie des Pénitents bleus de Toulouse.
La troisième version des statuts de la confrérie a été rédigée à la Restauration et approuvée par le cardinal de Clermont-Tonnerre, archevêque de Toulouse, le 23 septembre 1824 sous le nom de Compagnie royale de MM. les Pénitents-Bleus.

## Chapelle
C'est en septembre 1621 que la confrérie acheta à proximité un ancien relais de poste appelé le Logis de la Pomme, rue Duranti (aujourd'hui rue du Lieutenant-colonel Pélissier) en face de l'hôtel Duranti.
Pour se démarquer des autres confréries, elle fit le choix d'un architecte réputé, Pierre Levesville, et d'un style rompant avec les habitudes adoptées par les autres confréries de la ville.
Le 7 février 1622 fut signé le contrat par lequel l'architecte s'engageait à conduire le bastiment de la chapelle, tribune et gallerie, secrestie et logement des presbtres, conformément au desseing qui a esté faict par icelluy entrepreneur sur une peau de parchemin et modelle qu'il en a faict en relief. Tous les matériaux furent fournis à pied d'œuvre par la confrérie qui paya aussi les maçons et charpentiers. La seule obligation de l'architecte était de mener à bon terme la construction du bâtiment conformément au plan, pour des honoraires de 1 500 livres.
La chapelle fut bénie solennellement le 25 mars 1625, mais les Pénitents ne s'y installèrent qu'en 1627. Le sol de la chapelle ne fut carrelé qu'en 1629.
Pendant la Révolution, la confrérie ayant été dissoute en 1792, la chapelle devint un temple décadaire dédié aux cérémonies de l'Être Suprême, puis église paroissiale en 1801 sous le nom d'église Saint-Jérôme, qu'elle porte encore de nos jours. À la Restauration, les activités de la confrérie reprirent tant bien que mal, avec l'acquisition de la chapelle St-Antoine du Salin en 1822, jusqu'à sa dissolution définitive le 6 mai 1858.
Lorsque la chapelle devient une église paroissiale, en 1805, l'architecte de la ville de Toulouse, Jacques-Pascal Virebent (1746-1831) est chargé d'adapter le lieu à sa nouvelle fonction. Il faut agrandir la chapelle. L'architecte choisit, pour conserver l'essentiel du plan originel, d'abattre le mur de séparation entre la chapelle et le lieu de réunion des confrères. et de placer le maître-autel dans l'ancienne salle de réunion des confrères. Il plaça au-dessus de l'autel le tableau de Guillaume Lethière, L'Invention de la Vraie Croix (1788). Les deux rotondes sont alors couvertes par des coupoles en plâtre sur lattis. Il construit un petit clocher hexagonal entre les deux rotondes, côté rue.
En 1626, le peintre flamand Jean de Salinges est chargé de peindre la voûte. En 1627, on lui adjoint le doreur Pierre Fournier pour dorer les ornements et les nervures.
En 1631, les confrères font décorer le chœur et la tribune royale par le sculpteur et stucateur italien Cristoforo Consilio, dit Christophe Conseil, natif de Rovio. Il propose de réaliser douze pilastres sur le mur ainsi que le retable de l'autel et représenter L'Assomption de la Vierge avec six anges au-dessus de la jalousie de l'abside. Puis en 1639, ils commandent au menuisier Guillaume Fontan de faire un tabernacle pour l'autel.
C'est le sculpteur Gervais Drouet, revenant de Rome, qui reçoit la commande en 1657 du retable majeur avec une sculpture représentant l'Adoration des Mages. Des sculptures représentant saint Louis, Charlemagne, saint Jérôme et sainte Madeleine sont réalisées par Antoine Guépin et Philibert Chaillou après la mort de Gervais Drouet.
Au début du XVIIIe siècle, Marc Arcis est chargé de terminer la décoration à son retour à Toulouse en réalisant les gypseries au-dessus des loges de la nef représentant les Vertus cardinales.
La dernière modification dans la chapelle a été la suppression des jalousies des loges en 1734.
La chapelle Notre-Dame-de-Bon-Secours, située à gauche de la nef centrale, a été entièrement restaurée en 2009 par l'association pour la sauvegarde du patrimoine de l'église St Jérôme (dorure des éléments du retable, boiseries, grilles des fonts baptismaux, restauration de la statue de ND de Bon Secours, création d'un autel, de deux lustres en polychromie et changement de six vitraux).